# Zenon Goroński
Zenon Goroński (ur. 21 czerwca 1924 w Poznaniu, zm. w 2006 w Warszawie) – polski funkcjonariusz Służby Bezpieczeństwa w stopniu pułkownika Milicji Obywatelskiej, działacz partyjny i milicjant, dyrektor Departamentu IV MSW (1971–1974).

## Życiorys
Jedyne dziecko Rozalii i Stanisława (funkcjonariusza MUBP w Poznaniu). Do 1939 ukończył gimnazjum, należał do Związku Harcerstwa Polskiego. Po wybuchu II wojny światowej wywieziony na roboty przymusowe do III Rzeszy, skąd udało mu się powrócić w strony rodzinne ze względu na chorobę. Do końca wojny pracował jako goniec i w niemieckich magazynach wojskowych. Odbył sześciotygodniowy kurs polityczno-wychowawczy przy Komitecie Wojewódzkim PPR w Poznaniu (1945), zdał maturę (1949), później uzyskał tytuł magistra socjologii (praca magisterska „Współzawodnictwo pracy w ujęciu socjologicznym”). Autor skryptu poświęconego osobowym źródłom informacji.
W lutym 1945 wstąpił do Polskiej Partii Robotniczej, potem w szeregach Polskiej Zjednoczonej Partii Robotniczej, od 1948 członek Związku Bojowników o Wolność i Demokrację. W strukturach PPR/PZPR był instruktorem/zastępcą sekretarza Komitetu Powiatowego w Wągrowcu, członkiem egzekutywy Komitetów Zakładowych przy Wojewódzkich Urzędach Bezpieczeństwa Publicznego w Poznaniu i Szczecinie, członkiem egzekutywy Komitetu Zakładowego PZPR przy MSW (1957–1963), kierownikiem Ośrodka Szkoleniowego KZ PZPR przy MSW, a także lektorem KC PZPR.
Od lutego 1945 służył w Wojewódzkim Urzędzie Bezpieczeństwa Publicznego w Poznaniu, początkowo w Wydziale I (kontrwywiad) i IV (operacyjna ochrona gospodarki). Od czerwca 1945 w Wydziale V WUBP (społeczno-polityczny) jako p.o. kierownika i kierownik sekcji, p.o. i zastępca naczelnika. W 1949 doprowadził do rozbicia miejscowych struktur Polskiego Stronnictwa Ludowego. Od 1950 do 1951 kierował Wydziałem V w ramach WUBP w Szczecinie. Następnie przeniesiony do centrali Ministerstwa Bezpieczeństwa Publicznego (1951–1954), gdzie w Departamencie V był wicenaczelnikiem i naczelnikiem wydziałów odpowiedzialnych za zwalczanie „wrogich” socjalistów oraz związków wyznaniowych. Od 1954 do 1956 w ramach Centrum Wyszkolenia MBP w Legionowie był pomocnikiem dyrektora ds. wyszkolenia operacyjnego i kierownikiem studium zaocznego (w Wyższej Szkole Podwyższania Kwalifikacji Aktywu Kierowniczego Komitetu do spraw Bezpieczeństwa Publicznego).
Po przekształceniu KdsBP w Ministerstwo Spraw Wewnętrznych w 1956 został naczelnikiem Wydziału V w Biurze „T” (Techniki) MSW. Wyspecjalizował się w działaniach skierowanych w Kościół katolicki. W latach 1963–1965 naczelnik Wydziału IV (instytucje kultury i zdrowotne) oraz zastępca dyrektora Departamentu III MSW. W 1965 przeszedł do Departamentu IV MSW, gdzie do 1971 był wicedyrektorem. Od maja do listopada 1971 kierował Głównym Inspektoratem MSW. Następnie powrócił do Departamentu IV, w którym pełnił funkcję dyrektora od 1 listopada 1971 do 30 listopada 1974. Uzyskał stopień pułkownika Milicji Obywatelskiej. W latach 1975–1980 skierowany jako radca do ambasady PRL w Berlinie. W 1980 powrócił do kraju, przeszedł na emeryturę.

## Odznaczenia
W 1997 wraz z żoną Alicją otrzymał Medal za Długoletnie Pożycie Małżeńskie.